# Armasjärvi (sjö)
Armasjärvi är en sjö i Övertorneå kommun i Norrbotten och ingår i Torneälvens huvudavrinningsområde. Sjön har en area på 5,32 kvadratkilometer och ligger 49 meter över havet. Armasjärvi ligger i Torne och Kalix älvsystem Natura 2000-område. Sjön avvattnas av vattendraget Armasjoki som kallas Puostijoki innan sjön. Vid sjön ligger byn Armasjärvi, döpt efter sjön.

## Delavrinningsområde
Armasjärvi ingår i det delavrinningsområde (737783-184650) som SMHI kallar för Utloppet av Armasjärvi. Medelhöjden är 87 meter över havet och ytan är 21,16 kvadratkilometer. Räknas de 39 avrinningsområdena uppströms in blir den ackumulerade arean 581,58 kvadratkilometer. Armasjoki (Puostijoki) som avvattnar avrinningsområdet har biflödesordning 2, vilket innebär att vattnet flödar genom totalt 2 vattendrag innan det når havet efter 73 kilometer. Avrinningsområdet består mestadels av skog (61 procent). Avrinningsområdet har 5,36 kvadratkilometer vattenytor vilket ger det en sjöprocent på 25,3 procent.

## Galleri

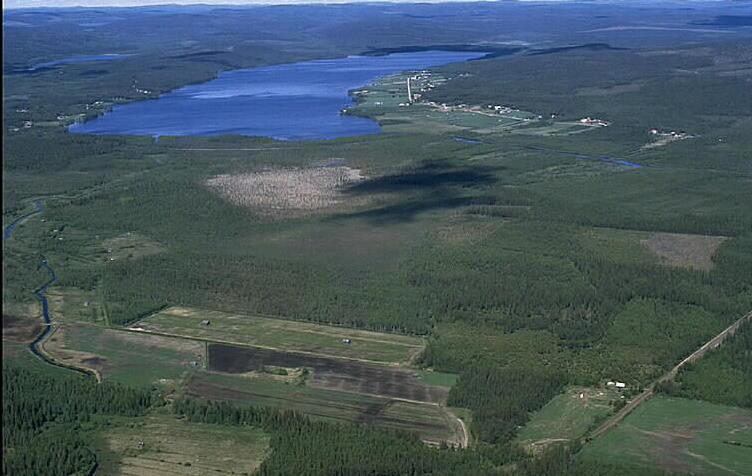
Armajärvi juni 1993.